# EuroEyes Cyclassics 2017
La EuroEyes Cyclassics 2017 est la 22e édition de cette course cycliste sur route masculine. Elle a lieu le 20 août à Hambourg, en Allemagne. C'est la 31e course de l'UCI World Tour 2017.

## Présentation
La EuroEyes Cyclassics connaît en 2017 sa 22e édition, la deuxième sous ce nom. Depuis 2016, elle est organisée par Ironman Germany GmbH, filiale européenne de la World Triathlon Corporation, qui elle-même appartient au groupe chinois Wanda Group.
Depuis cette même année, la course porte le nom de son sponsor principal, EuroEyes (de), entreprise basée à Hambourg et spécialisé dans la chirurgie laser des yeux. Celle-ci s'est engagée pour quatre ans et succède au sponsor-titre Vattenfall, qui s'est retiré en 2015.

### Équipes
| WorldTeams (18)- AG2R La Mondiale - Astana - Bahrain-Merida - BMC Racing Team - Bora-Hansgrohe - Cannondale-Drapac - Dimension Data - FDJ - Katusha-Alpecin - Lotto-Soudal - Lotto NL-Jumbo - Movistar Team - Orica-Scott - Quick-Step Floors - Sky - Team Sunweb - Trek-Segafredo - UAE Team Emirates Équipes continentales professionnelles (3)- CCC Sprandi Polkowice - Cofidis, Solutions Crédits - Gazprom-RusVelo |
| |

## Classement général
| \| Classement général \| Classement général \| Classement général \| Classement général \| Classement général \| \| Coureur \| Coureur \| Pays \| Équipe \| Temps \| \| ------------------ \| --------------------------- \| ------------------ \| -------------------------- \| ------------------ \| \| 1er \| Elia Viviani \| Italie \| Team Sky \| 5 h 15 min 51 s \| \| 2e \| Arnaud Démare \| France \| FDJ \| + 0 s \| \| 3e \| Dylan Groenewegen \| Pays-Bas \| LottoNL-Jumbo \| + 0 s \| \| 4e \| Alexander Kristoff \| Norvège \| Katusha-Alpecin \| + 0 s \| \| 5e \| André Greipel \| Allemagne \| Lotto-Soudal \| + 0 s \| \| 6e \| Maximiliano Richeze \| Argentine \| Quick-Step Floors \| + 0 s \| \| 7e \| Jasper Stuyven \| Belgique \| Trek-Segafredo \| + 0 s \| \| 8e \| Marko Kump \| Slovénie \| UAE Team Emirates \| + 0 s \| \| 9e \| Nacer Bouhanni \| France \| Cofidis, Solutions Crédits \| + 0 s \| \| 10e \| Rudy Barbier \| France \| AG2R La Mondiale \| + 0 s \| \| 11e \| Sam Bennett \| Irlande \| Bora-Hansgrohe \| + 0 s \| \| 12e \| Jempy Drucker \| Luxembourg \| BMC Racing Team \| + 0 s \| \| 13e \| Rick Zabel \| Allemagne \| Katusha-Alpecin \| + 0 s \| \| 14e \| Niccolò Bonifazio \| Italie \| Bahrain-Merida \| + 0 s \| \| 15e \| Heinrich Haussler \| Australie \| Bahrain-Merida \| + 0 s \| \| 16e \| Roberto Ferrari \| Italie \| UAE Team Emirates \| + 0 s \| \| 17e \| Simone Consonni \| Italie \| UAE Team Emirates \| + 0 s \| \| 18e \| Ruslan Tleubayev \| Kazakhstan \| Astana \| + 0 s \| \| 19e \| Reinardt Janse van Rensburg \| Afrique du Sud \| Dimension Data \| + 0 s \| \| 20e \| Quentin Jauregui \| France \| AG2R La Mondiale \| + 0 s \| |                             |                |                            |                 |
| |                             |                |                            |                 |
| Source : ProCyclingStats |                             |                |                            |                 |
| Classement général |                             |                |                            |                 |
| Coureur | Coureur                     | Pays           | Équipe                     | Temps           |
| 1er | Elia Viviani                | Italie         | Team Sky                   | 5 h 15 min 51 s |
| 2e | Arnaud Démare               | France         | FDJ                        | + 0 s           |
| 3e | Dylan Groenewegen           | Pays-Bas       | LottoNL-Jumbo              | + 0 s           |
| 4e | Alexander Kristoff          | Norvège        | Katusha-Alpecin            | + 0 s           |
| 5e | André Greipel               | Allemagne      | Lotto-Soudal               | + 0 s           |
| 6e | Maximiliano Richeze         | Argentine      | Quick-Step Floors          | + 0 s           |
| 7e | Jasper Stuyven              | Belgique       | Trek-Segafredo             | + 0 s           |
| 8e | Marko Kump                  | Slovénie       | UAE Team Emirates          | + 0 s           |
| 9e | Nacer Bouhanni              | France         | Cofidis, Solutions Crédits | + 0 s           |
| 10e | Rudy Barbier                | France         | AG2R La Mondiale           | + 0 s           |
| 11e | Sam Bennett                 | Irlande        | Bora-Hansgrohe             | + 0 s           |
| 12e | Jempy Drucker               | Luxembourg     | BMC Racing Team            | + 0 s           |
| 13e | Rick Zabel                  | Allemagne      | Katusha-Alpecin            | + 0 s           |
| 14e | Niccolò Bonifazio           | Italie         | Bahrain-Merida             | + 0 s           |
| 15e | Heinrich Haussler           | Australie      | Bahrain-Merida             | + 0 s           |
| 16e | Roberto Ferrari             | Italie         | UAE Team Emirates          | + 0 s           |
| 17e | Simone Consonni             | Italie         | UAE Team Emirates          | + 0 s           |
| 18e | Ruslan Tleubayev            | Kazakhstan     | Astana                     | + 0 s           |
| 19e | Reinardt Janse van Rensburg | Afrique du Sud | Dimension Data             | + 0 s           |
| 20e | Quentin Jauregui            | France         | AG2R La Mondiale           | + 0 s           |

## Liste des participants
- Liste de départ complète

| Légende | Légende                                                                    | Légende | Légende                                                    |
| ------- | -------------------------------------------------------------------------- | ------- | ---------------------------------------------------------- |
| Num     | Dossard de départ porté par le coureur sur cette EuroEyes Cyclassics       | Pos     | Position à l'arrivée de la course                          |
|         | Indique un maillot de champion national ou mondial, suivi de sa spécialité | NP      | Indique un coureur qui n'a pas pris le départ de la course |
| AB      | Indique un coureur qui n'a pas terminé la course                           | HD      | Indique un coureur qui a terminé la course hors des délais |

| Orica-Scott ORS       | Orica-Scott ORS           | Orica-Scott ORS |
| --------------------- | ------------------------- | --------------- |
| Num                   | Coureur                   | Pos             |
| 1                     | Caleb Ewan (AUS)          | 34e             |
| 2                     | Michael Hepburn (AUS)     | 77e             |
| 3                     | Luka Mezgec (SLO)         | 138e            |
| 4                     | Alexander Edmondson (AUS) | 68e             |
| 5                     | Daryl Impey (RSA)         | 43e             |
| 6                     | Roger Kluge (GER)         | 78e             |
| 7                     | Simon Gerrans (AUS)       | 76e             |
| 8                     | Mathew Hayman (AUS)       | 48e             |
| Directeurs sportifs : |                           |                 |

| Katusha-Alpecin KAT   | Katusha-Alpecin KAT          | Katusha-Alpecin KAT |
| --------------------- | ---------------------------- | ------------------- |
| Num                   | Coureur                      | Pos                 |
| 11                    | Alexander Kristoff (NOR)     | 4e                  |
| 12                    | Jenthe Biermans (BEL)        | 81e                 |
| 13                    | Ángel Vicioso (ESP)          | AB                  |
| 14                    | Viatcheslav Kouznetsov (RUS) | 109e                |
| 15                    | Marco Mathis (GER)           | AB                  |
| 16                    | Nils Politt (GER)            | 82e                 |
| 17                    | Jhonatan Restrepo (COL)      | AB                  |
| 18                    | Rick Zabel (GER)             | 13e                 |
| Directeurs sportifs : |                              |                     |

| Bora-Hansgrohe BOH    | Bora-Hansgrohe BOH        | Bora-Hansgrohe BOH |
| --------------------- | ------------------------- | ------------------ |
| Num                   | Coureur                   | Pos                |
| 21                    | Pascal Ackermann (GER)    | 88e                |
| 22                    | Erik Baška (SVK)          | 104e               |
| 23                    | Sam Bennett (IRL)         | 11e                |
| 24                    | Marcus Burghardt (GER)    | 52e                |
| 25                    | Gregor Mühlberger (AUT)   | 73e                |
| 26                    | Juraj Sagan (SVK)         | 92e                |
| 27                    | Rüdiger Selig (GER)       | 37e                |
| 28                    | Aleksejs Saramotins (LAT) | 64e                |
| Directeurs sportifs : |                           |                    |

| Bahrain-Merida TBM    | Bahrain-Merida TBM      | Bahrain-Merida TBM |
| --------------------- | ----------------------- | ------------------ |
| Num                   | Coureur                 | Pos                |
| 31                    | Yukiya Arashiro (JPN)   | 36e                |
| 32                    | Niccolò Bonifazio (ITA) | 14e                |
| 33                    | Grega Bole (SLO)        | 35e                |
| 34                    | Borut Božič (SLO)       | 120e               |
| 35                    | Sonny Colbrelli (ITA)   | 85e                |
| 36                    | Heinrich Haussler (AUS) | 15e                |
| 37                    | David Per (SLO)         | 139e               |
| 38                    | Luka Pibernik (SLO)     | 121e               |
| Directeurs sportifs : |                         |                    |

| Sunweb SUN            | Sunweb SUN            | Sunweb SUN |
| --------------------- | --------------------- | ---------- |
| Num                   | Coureur               | Pos        |
| 41                    | Nikias Arndt (GER)    | 128e       |
| 42                    | Phil Bauhaus (GER)    | 39e        |
| 43                    | Roy Curvers (NED)     | 33e        |
| 44                    | Ramon Sinkeldam (NED) | 74e        |
| 45                    | Bert De Backer (BEL)  | 54e        |
| 46                    | Albert Timmer (NED)   | 87e        |
| 47                    | Zico Waeytens (BEL)   | 113e       |
| 48                    | Max Walscheid (GER)   | 103e       |
| Directeurs sportifs : |                       |            |

| Cannondale-Drapac CDT | Cannondale-Drapac CDT     | Cannondale-Drapac CDT |
| --------------------- | ------------------------- | --------------------- |
| Num                   | Coureur                   | Pos                   |
| 51                    | Patrick Bevin (NZL)       | 57e                   |
| 52                    | Hugh Carthy (GBR)         | 148e                  |
| 53                    | Kristjan Koren (SLO)      | 153e                  |
| 54                    | Sebastian Langeveld (NED) | 79e                   |
| 55                    | Ryan Mullen (IRL)         | 110e                  |
| 56                    | Tom-Jelte Slagter (NED)   | 101e                  |
| 57                    | Sep Vanmarcke (BEL)       | 27e                   |
| 58                    | Wouter Wippert (NED)      | 21e                   |
| Directeurs sportifs : |                           |                       |

| AG2R La Mondiale ALM  | AG2R La Mondiale ALM     | AG2R La Mondiale ALM |
| --------------------- | ------------------------ | -------------------- |
| Num                   | Coureur                  | Pos                  |
| 61                    | Gediminas Bagdonas (LTU) | 22e                  |
| 62                    | Rudy Barbier (FRA)       | 10e                  |
| 63                    | Julien Bérard (FRA)      | 144e                 |
| 64                    | Nans Peters (FRA)        | 38e                  |
| 65                    | François Bidard (FRA)    | 60e                  |
| 66                    | Stijn Vandenbergh (BEL)  | 131e                 |
| 67                    | Sondre Holst Enger (NOR) | AB                   |
| 68                    | Quentin Jauregui (FRA)   | 20e                  |
| Directeurs sportifs : |                          |                      |

| Lotto-Soudal LTS      | Lotto-Soudal LTS         | Lotto-Soudal LTS |
| --------------------- | ------------------------ | ---------------- |
| Num                   | Coureur                  | Pos              |
| 71                    | Lars Bak (DEN)           | 40e              |
| 72                    | Jasper De Buyst (BEL)    | 125e             |
| 73                    | André Greipel (GER)      | 5e               |
| 74                    | Moreno Hofland (NED)     | 49e              |
| 75                    | Nikolas Maes (BEL)       | 28e              |
| 76                    | Marcel Sieberg (GER)     | 71e              |
| 77                    | Jelle Vanendert (BEL)    | 124e             |
| 78                    | Tosh Van der Sande (BEL) | 136e             |
| Directeurs sportifs : |                          |                  |

| Movistar MOV          | Movistar MOV             | Movistar MOV |
| --------------------- | ------------------------ | ------------ |
| Num                   | Coureur                  | Pos          |
| 81                    | Héctor Carretero (ESP)   | 107e         |
| 82                    | Carlos Barbero (ESP)     | 65e          |
| 83                    | Nuno Bico (POR)          | 143e         |
| 84                    | Víctor de la Parte (ESP) | 99e          |
| 85                    | Jesús Herrada (ESP)      | 97e          |
| 86                    | José Herrada (ESP)       | 94e          |
| 87                    | Dayer Quintana (COL)     | 98e          |
| 88                    | Jasha Sütterlin (GER)    | 24e          |
| Directeurs sportifs : |                          |              |

| BMC Racing BMC        | BMC Racing BMC          | BMC Racing BMC |
| --------------------- | ----------------------- | -------------- |
| Num                   | Coureur                 | Pos            |
| 91                    | Silvan Dillier (SUI)    | 75e            |
| 92                    | Jempy Drucker (LUX)     | 12e            |
| 93                    | Floris Gerts (NED)      | 130e           |
| 94                    | Amaël Moinard (FRA)     | 41e            |
| 95                    | Manuel Quinziato (ITA)  | AB             |
| 96                    | Greg Van Avermaet (BEL) | 32e            |
| 97                    | Martin Elmiger (SUI)    | 100e           |
| 98                    | Danilo Wyss (SUI)       | 51e            |
| Directeurs sportifs : |                         |                |

| FDJ                   | FDJ                       | FDJ  |
| --------------------- | ------------------------- | ---- |
| Num                   | Coureur                   | Pos  |
| 101                   | Arnaud Démare (FRA)       | 2e   |
| 102                   | Jacopo Guarnieri (ITA)    | 62e  |
| 103                   | Ignatas Konovalovas (LTU) | 122e |
| 104                   | Olivier Le Gac (FRA)      | 119e |
| 105                   | Matthieu Ladagnous (FRA)  | 72e  |
| 106                   | Marc Sarreau (FRA)        | 115e |
| 107                   | Benoît Vaugrenard (FRA)   | 117e |
| 108                   | Léo Vincent (FRA)         | AB   |
| Directeurs sportifs : |                           |      |

| Quick-Step Floors QST | Quick-Step Floors QST     | Quick-Step Floors QST |
| --------------------- | ------------------------- | --------------------- |
| Num                   | Coureur                   | Pos                   |
| 111                   | Jack Bauer (NZL)          | 59e                   |
| 112                   | Dries Devenyns (BEL)      | 46e                   |
| 113                   | Rémi Cavagna (FRA)        | 45e                   |
| 114                   | Marcel Kittel (GER)       | AB                    |
| 115                   | Iljo Keisse (BEL)         | 133e                  |
| 116                   | Maximiliano Richeze (ARG) | 6e                    |
| 117                   | Fabio Sabatini (ITA)      | 134e                  |
| 118                   | Petr Vakoč (CZE)          | 70e                   |
| Directeurs sportifs : |                           |                       |

| Sky SKY               | Sky SKY                 | Sky SKY |
| --------------------- | ----------------------- | ------- |
| Num                   | Coureur                 | Pos     |
| 121                   | Ian Boswell (USA)       | 140e    |
| 122                   | Jonathan Dibben (GBR)   | 155e    |
| 123                   | Michał Gołaś (POL)      | 154e    |
| 124                   | Owain Doull (GBR)       | 50e     |
| 125                   | Sebastián Henao (COL)   | 108e    |
| 126                   | Danny van Poppel (NED)  | 44e     |
| 127                   | Elia Viviani (ITA)      | 1er     |
| 128                   | Łukasz Wiśniowski (POL) | 102e    |
| Directeurs sportifs : |                         |         |

| Astana AST            | Astana AST                | Astana AST |
| --------------------- | ------------------------- | ---------- |
| Num                   | Coureur                   | Pos        |
| 131                   | Zhandos Bizhigitov (KAZ)  | 61e        |
| 132                   | Oscar Gatto (ITA)         | 89e        |
| 133                   | Andriy Grivko (UKR)       | 55e        |
| 134                   | Truls Engen Korsæth (NOR) | 63e        |
| 135                   | Riccardo Minali (ITA)     | 145e       |
| 136                   | Moreno Moser (ITA)        | 147e       |
| 137                   | Ruslan Tleubayev (KAZ)    | 18e        |
| 138                   | Matti Breschel (DEN)      | 31e        |
| Directeurs sportifs : |                           |            |

| Dimension Data DDD    | Dimension Data DDD          | Dimension Data DDD |
| --------------------- | --------------------------- | ------------------ |
| Num                   | Coureur                     | Pos                |
| 141                   | Reinardt J.v Rensburg (RSA) | 19e                |
| 142                   | Edvald Boasson Hagen (NOR)  | 29e                |
| 143                   | Bernhard Eisel (AUT)        | 123e               |
| 144                   | Tyler Farrar (USA)          | 146e               |
| 145                   | Ryan Gibbons (RSA)          | 91e                |
| 146                   | Mark Renshaw (AUS)          | 69e                |
| 147                   | Kristian Sbaragli (ITA)     | 23e                |
| 148                   | Jay Robert Thomson (RSA)    | 156e               |
| Directeurs sportifs : |                             |                    |

| Lotto NL-Jumbo TLJ    | Lotto NL-Jumbo TLJ      | Lotto NL-Jumbo TLJ |
| --------------------- | ----------------------- | ------------------ |
| Num                   | Coureur                 | Pos                |
| 151                   | Enrico Battaglin (ITA)  | 67e                |
| 152                   | Dylan Groenewegen (NED) | 3e                 |
| 153                   | Martijn Keizer (NED)    | 149e               |
| 154                   | Jos van Emden (NED)     | 157e               |
| 155                   | Paul Martens (GER)      | 83e                |
| 156                   | Bram Tankink (NED)      | 66e                |
| 157                   | Gijs Van Hoecke (BEL)   | 56e                |
| 158                   | Maarten Wynants (BEL)   | 47e                |
| Directeurs sportifs : |                         |                    |

| Trek-Segafredo TFS    | Trek-Segafredo TFS    | Trek-Segafredo TFS |
| --------------------- | --------------------- | ------------------ |
| Num                   | Coureur               | Pos                |
| 161                   | Eugenio Alafaci (ITA) | AB                 |
| 162                   | Fumiyuki Beppu (JPN)  | 142e               |
| 163                   | Marco Coledan (ITA)   | 129e               |
| 164                   | Mads Pedersen (DEN)   | 126e               |
| 165                   | Grégory Rast (SUI)    | 84e                |
| 166                   | Kiel Reijnen (USA)    | 95e                |
| 167                   | Jasper Stuyven (BEL)  | 7e                 |
| 168                   | Boy van Poppel (NED)  | 80e                |
| Directeurs sportifs : |                       |                    |

| UAE Emirates UAD      | UAE Emirates UAD      | UAE Emirates UAD |
| --------------------- | --------------------- | ---------------- |
| Num                   | Coureur               | Pos              |
| 171                   | Simone Consonni (ITA) | 17e              |
| 172                   | Roberto Ferrari (ITA) | 16e              |
| 173                   | Filippo Ganna (ITA)   | 116e             |
| 174                   | Marko Kump (SLO)      | 8e               |
| 175                   | Marco Marcato (ITA)   | 86e              |
| 176                   | Ben Swift (GBR)       | 132e             |
| 177                   | Oliviero Troia (ITA)  | 112e             |
| 178                   | Diego Ulissi (ITA)    | 53e              |
| Directeurs sportifs : |                       |                  |

| CCC Sprandi Polkowice CCC | CCC Sprandi Polkowice CCC | CCC Sprandi Polkowice CCC |
| ------------------------- | ------------------------- | ------------------------- |
| Num                       | Coureur                   | Pos                       |
| 181                       | Kamil Małecki (POL)       | 158e                      |
| 182                       | Łukasz Owsian (POL)       | 58e                       |
| 183                       | Jonas Koch (GER)          | 26e                       |
| 184                       | Patryk Stosz (POL)        | 90e                       |
| 185                       | Maciej Paterski (POL)     | 111e                      |
| 186                       | Mateusz Taciak (POL)      | 96e                       |
| 187                       | František Sisr (CZE)      | 152e                      |
| 188                       | Jan Tratnik (SLO)         | 42e                       |
| Directeurs sportifs :     |                           |                           |

| Gazprom-RusVelo GAZ   | Gazprom-RusVelo GAZ     | Gazprom-RusVelo GAZ |
| --------------------- | ----------------------- | ------------------- |
| Num                   | Coureur                 | Pos                 |
| 191                   | Ivan Savitskiy (RUS)    | 106e                |
| 192                   | Nikolay Trusov (RUS)    | 151e                |
| 193                   | Artur Ershov (RUS)      | 137e                |
| 194                   | Evgeny Shalunov (RUS)   | 127e                |
| 195                   | Sergueï Lagoutine (RUS) | 141e                |
| 196                   | Pavel Brutt (RUS)       | 30e                 |
| 197                   | Alexey Tsatevitch (RUS) | 135e                |
| 198                   | Igor Boev (RUS)         | 105e                |
| Directeurs sportifs : |                         |                     |

| Cofidis COF           | Cofidis COF              | Cofidis COF |
| --------------------- | ------------------------ | ----------- |
| Num                   | Coureur                  | Pos         |
| 201                   | Nacer Bouhanni (FRA)     | 9e          |
| 202                   | Loïc Chetout (FRA)       | AB          |
| 203                   | Dorian Godon (FRA)       | 93e         |
| 204                   | Hugo Hofstetter (FRA)    | 114e        |
| 205                   | Christophe Laporte (FRA) | 25e         |
| 206                   | Cyril Lemoine (FRA)      | 118e        |
| 207                   | Florian Sénéchal (FRA)   | 150e        |
| 208                   | Geoffrey Soupe (FRA)     | NP          |
| Directeurs sportifs : |                          |             |